# Gamecity Hamburg
Gamecity Hamburg ist eine öffentlich finanzierte Standortinitiative mit dem selbsternannten Ziel, die Videospielindustrie und das Games-Ökosystem in Hamburg zu unterstützen und zu vernetzen. 

## Allgemeines
Die von der Freien und Hansestadt Hamburg getragene Organisation präsentiert sich als Anlaufstelle für die Gamesförderung und bietet in Zusammenarbeit mit der Games-Branche und der Stadt Hamburg verschiedene Programme, Veranstaltungen und Dienstleistungen für in Hamburg ansässige Start-Ups im Gamesbereich und Indie-Entwickler an. Gamecity Hamburg ist Teil der Hamburg Kreativ Gesellschaft, einer öffentlichen Einrichtung zur Förderung der Kreativwirtschaft in der Hansestadt.
Mit Gamecity Hamburg wurde im Oktober 2003 die erste durch ein deutsches Bundesland getragene Initiative zur Förderung der Games-Branche gegründet, die seither auch mit weiteren Hamburger Initiativen wie hamburg@work kooperiert.
Zu den Programmen von Gamecity Hamburg gehören die Prototypenförderung, die Entwickler und Spielestudios bei der Erstellung eines Prototyps für digitale Spiele unterstützt, sowie der Games Lift Inkubator, in dem jährlich bis zu fünf Teams bei der Erstellung und Weiterentwicklung von Konzepten für digitale Spiele unterstützt werden. Die Standortinitiative ist außerdem eine der Hauptorganisatoren der Hamburg Games Conference, einer jährlich stattfindenden B2B-Veranstaltung für die internationale Spielebranche.

## Prototypenförderung
Das Prototypen-Förderprogramm ist ein Förderprogramm von Gamecity Hamburg zur Unterstützung von Entwicklern, die einen Prototyp ihres digitalen Spiels entwickeln wollen. Jährlich werden bis zu zwei Förderrunden durchgeführt, wobei die Bewerbungsphasen jeweils im Frühjahr und Herbst beginnen. Nachdem die Entwickler ihre Anträge eingereicht haben, entscheidet das Vergabegremium, welche Bewerber dazu eingeladen werden, ihre Projekte in zehnminütigen Pitches vorzustellen. Der Zuschuss kann bis zu 80 % der geschätzten Projektkosten betragen, jedoch nicht mehr als 120.000 € pro Projekt.

## Games Lift Inkubator
Das Games Lift Inkubator Programm zielt darauf ab, Entwicklerteams mit den notwendigen Ressourcen und Wissen auszustatten, damit sie sich voll auf ihre Projekte konzentrieren und erfolgreiche Konzepte für digitale Spiele entwickeln können. Während eines Zeitraums von drei Monaten erhalten die Teams eine Finanzierung von bis zu 15.000 €, einen Büroarbeitsplatz in einer Coworking-Einrichtung und nehmen an einem Workshop- und Mentoring-Programm teil, das von erfahrenen Branchenexperten geleitet wird. Nach dieser Zeit erhalten sie in den folgenden 12 Monaten zusätzliches Coaching und weitere Unterstützung, um ihr Spiel für die Veröffentlichung vorzubereiten.

## Hamburg Games Conference
Die Hamburg Games Conference ist eine seit 2010 jährlich ausgerichtete B2B-Veranstaltung für die internationale Spieleindustrie. Im Jahr 2022 nahmen über 650 Gäste an der als hybride Veranstaltung organisierten Konferenz teil – 180 von ihnen vor Ort in Hamburg, während die Mehrheit über eine eigens entwickelte Online-Konferenzplattform teilnahm.
Die Veranstaltung wird gemeinsam von Gamecity Hamburg und Graef Rechtsanwälte organisiert und von der auf die Games-Branche spezialisierten Eventagentur Super Crowd Entertainment geplant und produziert. Während der COVID-19-Pandemie war das Unternehmen der digitale Gastgeber des Indie Arena Booth Online auf der Gamescom 2020 bis 2022, wofür sie vom Deutschen Computerspielpreis mit einem Sonderpreis ausgezeichnet wurden.